# Brooke Burns
Brooke Burns (født d. 16 marts 1978 i Dallas, Texas, USA) er en amerikansk fotomodel og skuespillerinde.
Burns er især kendt for sin medvirken i TV-serien Baywatch, hvor hun spillede livredderen Jessie Owens.

## Filmografi
Medvirken i film
| År   | Titel                             | Rolle                 |
| ---- | --------------------------------- | --------------------- |
| 2001 | Shallow Hal                       | Pretty / Ugly Katrina |
| 2005 | The Salon                         | Tami                  |
| 2005 | Single White Female 2: The Psycho | Jan Lambert           |
| 2005 | Death to the Supermodels          | Eva                   |
| 2006 | Murder on Spec                    | Kate Graham           |
| 2007 | Urban Decay                       | Sasha                 |
| 2008 | The Art of Travel                 | Darlene Loren         |
| 2008 | Smoke Jumper aka Trial by Fire    | Kristin Scott         |
| 2009 | Dancing Trees                     | Nicole                |
| 2010 | Titanic II                        | Dr. Kim Patterson     |
| 2015 | Where Hope Grows                  | Amy Boone             |

Medvirken i TV-serier
| År        | Titel                                                 | Rolle                           |
| --------- | ----------------------------------------------------- | ------------------------------- |
| 1996      | Out of the Blue                                       | Peg                             |
| 1997      | Conan the Adventurer                                  | Hearth                          |
| 1997      | Ally McBeal                                           | pigen / Jennifer Higgin         |
| 1998–2001 | Baywatch & Baywatch: Hawaii                           | Jessie Owens                    |
| 1999      | Mortal Kombat: Conquest                               | Lori                            |
| 2001      | Hot Date                                              | Vicki Vale                      |
| 2002      | Men, Women & Dogs                                     | Kristle                         |
| 2002      | A Nero Wolfe Mystery                                  | Beatrice Epps                   |
| 2002–2003 | Dog Eat Dog                                           | værtinde                        |
| 2002–2003 | Just Shoot Me!                                        | Kelly / Cover model             |
| 2003      | She Spies                                             | Nicki Shields                   |
| 2003      | Rock Me Baby                                          | Erin "White Chocolate" Rimsing  |
| 2004–2005 | North Shore                                           | Nicole Booth                    |
| 2006      | Modern Men                                            | Angelica                        |
| 2006      | Pepper Dennis                                         | Kathy Dinkle Williams           |
| 2006      | Trophy Wife                                           | Kate Graham                     |
| 2007      | Time and Again                                        | Anna Malone                     |
| 2008      | Trial by Fire                                         | Kristen                         |
| 2008      | The Most Wonderful Time of the Year                   | Jennifer Cullen                 |
| 2008      | Miss Guided                                           | Lisa Germain                    |
| 2008–2009 | Hole in the Wall                                      | Co-host                         |
| 2009      | Mistresses                                            | Shannon Barnes                  |
| 2009      | CSI: Miami                                            | Bonnie Galinetti / Marci Reeger |
| 2009      | Drop Dead Diva                                        | Christy Talbot                  |
| 2009      | Melrose Place                                         | Vanessa Mancini                 |
| 2011      | You Deserve It                                        | Hostess                         |
| 2011      | Fixing Pete                                           | Ashley                          |
| 2011      | Borderline Murder                                     | Abby Morgan                     |
| 2012      | Undercover Bridesmaid                                 | Tanya                           |
| 2012      | A Star for Christmas                                  | Skylar                          |
| 2013      | A Sister's Revenge                                    | Suzanne Dunne                   |
| 2013–2015 | The Chase                                             | værtinde                        |
| 2014      | Motor City Masters                                    | værtinde                        |
| 2015      | Community                                             | E.T. værtinde                   |
| 2015      | Gourmet Detective                                     | Detective Maggie Price          |
| 2015      | Gourmet Detective: A Healthy Place to Die             | Detective Maggie Price          |
| 2016      | Gourmet Detective: Death Al Dente                     | Detective Maggie Price          |
| 2017      | Eat, Drink and Be Buried: A Gourmet Detective Mystery | Detective Maggie Price          |
| 2017      | Christmas Connection                                  | Sydney                          |
| 2020      | Roux the Day: A Gourmet Detective Mystery             | Detective Maggie Price          |
| 2020      | Master Minds                                          | værtinde                        |